# 人民公社

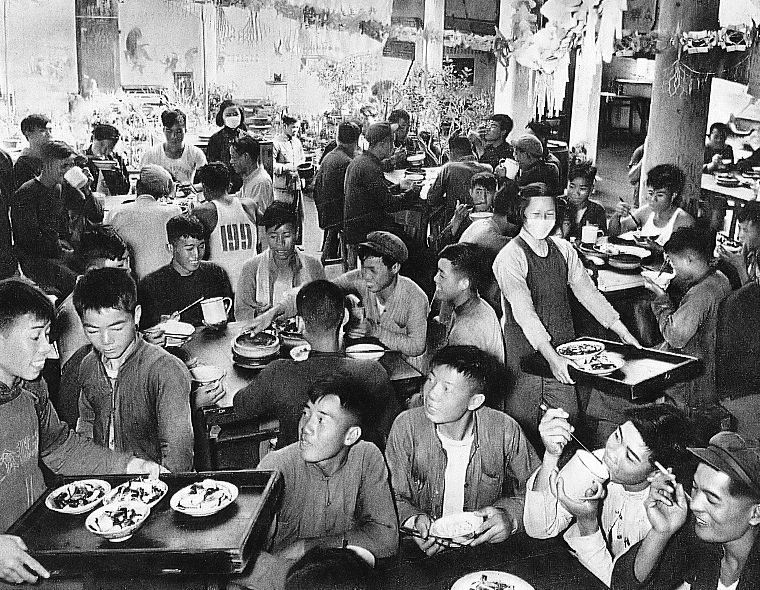
当時の中国政府が発行した写真集の、人民公社の成功を喧伝する写真

人民公社（じんみんこうしゃ）とは、かつて中華人民共和国において農村に存在した組織である。一郷一社の規模を基本単位とし、末端行政機関であると同時に集団所有制の下に、工業、農業、商業等の経済活動のみならず、教育、文化さらには軍事の機能を営んだ。すなわち、従来の権力機構（郷人民政府と郷人民代表大会）と「合作社」を一体化した「政社合一」の組織であった。中国がヨシフ・スターリンによる農業集団化を模倣して、1958年から開始した大躍進運動の一環で導入されたが、杜撰な政策を推進したことにより数千万人を餓死させた。

## 概説
1958年から毛沢東共産党主席の指導のもとに、農業の集団化を中心に、従来の農業生産共同組合である「合作社」と工業、農業、商業、学校（文化・教育）、民兵（軍事）の各組織、地方行政機関の行政権能をも一体化して結びつけ、集団生産、集団生活を主とした自力更生・自給自足の地域空間を目指したものである。公社はコミューンの中国語での訳語である。あらゆる事物に人民をつける1950年代の社会風潮を反映して、人民公社と呼ばれた。中国における共産主義の基層単位とみなされた。人民公社の建設のペースは、1955年から1956年にかけての「合作社」化以上のペースで急ピッチで進んだ。人民公社化は北戴河会議以前に本格化しており、1958年8月末には全農家の30.4パーセントが参加し、9月末には98パーセント、12月末には99.1パーセント、計2万6578社に達した。しかし、このような急速な人民公社化においては多くの場合、物質的、制度的条件が整わないままで実施されたため、看板だけが人民公社で、実際には従来の「合作社」のままという場合が多かった。
その後、人民公社は再編を余儀なくされ、1961年以降、公社の下に生産大隊、その下に生産隊が置かれた。この制度の下では、まず、20戸から30戸の生産隊を基本単位として土地を集団所有し、生産・分配の意思決定権をもつ。次に生産大隊が小型機械等の資本を有する。そして公社が灌漑設備、トラクター等の大規模な資本を所有・管理することになった。このような所有体制を「三級所有制」と呼んだ。このように農村の土地は農民による集団所有であった。一方都市の土地は原則として国有である。この違いが象徴しているように、改革開放政策以前の都市は国有制度が軸となり、他方農村は集団所有制度が軸となって、経済社会を動かしてきた。都市の労働者は国有企業で働き、国有企業から配給された住宅に住み、国の用意する社会保障制度の中で生活していた。これに対し、農村の農民は人民公社という集団農場で働き、そのなかの住宅に住んでいたが、国の用意する社会保障制度からはずされた。農民は、医療、教育、政治等の生活の全てを人民公社に頼らざるを得なくなり人民公社のなかでの自給自足の生活を余儀なくされた。そのため豊かな人民公社はそれなりの生活を維持することができたが、そのような恵まれた人民公社は少数であり、多くの農村は貧困に向き合わざるをえず、人民公社間の貧富の差が拡大していった。また人民公社制度それ自体に対しても、その非効率性や人民公社に対する国家からの干渉も批判されるようになった。具体的には「一平二調」すなわち「働いても働かなくても同じ」という悪平等主義と、上からの命令・調達主義による農民の生産意欲の大幅低下といった現象である。その上、「自由に食べられる」公共食堂など「共産風」による食料や資材の大浪費を招いた。
1978年に生産責任制が導入され、1982年に現行の中華人民共和国憲法が制定され、従前の郷政府制が復活し公社から行政権能がなくなったことにより、ほとんどの人民公社は、遅くとも1983年までには解体されたが、南街村のように解体されなかった人民公社も存在する。